# Oligospermie
L’oligospermie ou oligozoospermie est — chez l'homme ou chez l'animal — la présence de spermatozoïdes en quantité anormalement faible (moins de 20 000 000 spermatozoïdes par millilitre (ml) de sperme). On parle de cryptozoospermie (ou oligozoospermie extrême) dans le cas d'un spermogramme montrant la présence de moins d'un million de spermatozoïdes par ml de sperme.
Elle diffère de :
- l'azoospermie qui est l'absence totale de spermatozoïdes dans l'éjaculat ;
- l'asthénospermie qui est l'absence de mobilité des spermatozoïdes.

## Types et causes d'oligospermies
L'oligospermie peut être obstructive ou sécrétoire, congénitale (délétion du chromosome Y) ou avoir une cause organique passagère, par exemple due à une infection ou au contact avec un produit reprotoxique ou un perturbateur endocrinien, un médicament ou un traitement par radiothérapie.
La cause peut être récente ou ancienne et même remonter à l’embryogenèse si l'embryon a été exposition à des polluants perturbateurs endocriniens via le cordon ombilical et/ou le placenta. De tels perturbateurs peuvent aussi être présent dans le lait maternel.
Exemples de causes possibles :
- Déficit hormonal (congénital ou induit par une cause externe)
- Varicocèle testiculaire  qui sont des varices englobant le cordon spermatique qui contribuent à élever la température du milieu dans lequel baignent les spermatozoïdes)
- Testicules atrophiés à la suite d'une infection virale (oreillons), à un traumatisme testiculaire ou à une torsion testiculaire.
- Testicule anormalement localisé (non descendu ; cryptorchidie) ou exposé à une température élevée (dans certains métiers ou volontairement dans le cadre d'une contraception masculine thermique (CMT) nécessitant un sous-vêtement spécial)
- Infection prostatique et/ou des vésicules séminales
- Diminution de la mobilité des cils des canaux spermatiques
- Délétion de la spermatogenèse induite par une toxicité liée à une maladie du foie ou du rein.
- Inhibition médicamenteuse de la spermatogenèse (par exemple par des doses élevées de spironolactone ou de kétoconazole) et/ou effets d'une chimiothérapie et/ou d'une radiothérapie, surtout s'il s'agit d'un cancer des testicules
- Infections sexuellement transmissibles de type chlamydiae ou séquelle de cette infection
- Problèmes auto-immun : des anticorps peuvent quitter le sang et franchir la barrière immunologique des testicules et « attaquer » les spermatozoïdes comme s'il s'agissait de corps ou d'organismes étrangers. L'observation au microscope montre alors une agglutination des spermatozoïdes limitant leur mobilité (40 % des couples infertiles pourraient connaître ce problème qui expliquerait peut-être 10 % des infertilités masculines sans causes détectées[1]. Ce phénomène semble souvent associé à des problèmes fonctionnels tels que l'obstruction (unilatérale ou bilatérale) des voies spermatiques, éventuellement congénitale, ou à une épididymite, un varicocèle, ou aux conséquences d'une opération de reconnexion des voies spermatiques après une vasectomie.
- exposition de l'organisme et par suite des testicules à un ou plusieurs reprotoxiques (situation d'alcoolisme, tabagisme, exposition à des toxiques tels que certains insecticides…

En 2008, l’Union européenne a répertorié 550 perturbateurs endocriniens courant dans notre environnement voire dans nos aliments.
L'exposition de la mère ou de la grand-mère au distilbène est une cause suspectée, mais qui a fait l'objet de peu de recherches et qui ne fait pas encore l'objet d'un consensus.
L'oligospermie est qualifiée de sévère lorsque cette quantité passe en deçà de 5 000 000 de spermatozoïdes / ml.
Ce n'est que dans ce cas qu'elle compromet totalement la possibilité de procréer, particulièrement quand elle est associée à une tératospermie (spermatozoïdes malformés).

## Diagnostic

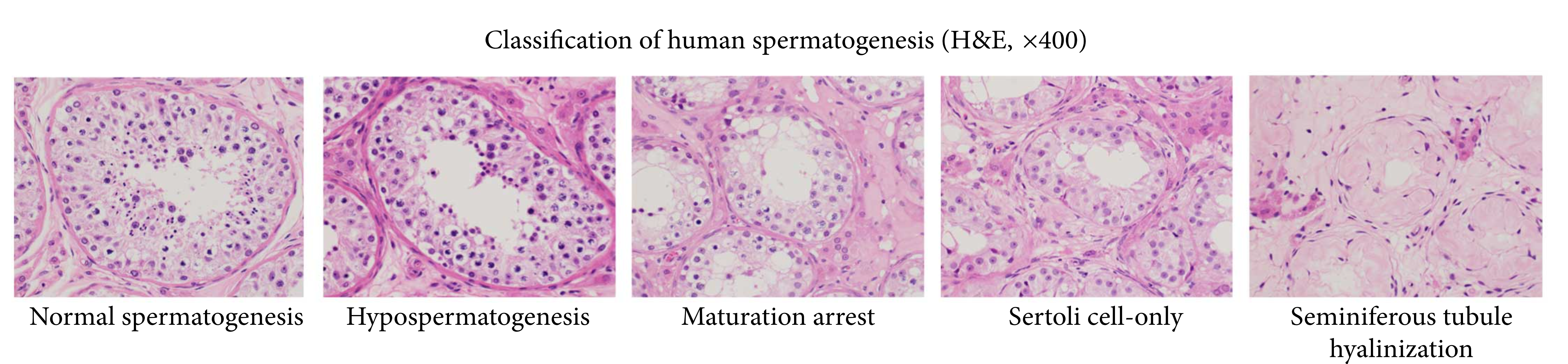
Classification des pathologies de la spermatogenèse

L'oligospermie est généralement décelée à la suite de problèmes de fertilité du couple, et confirmée à l'occasion d'un ou plusieurs spermogrammes qui déterminent les aspects qualitatifs et quantitatifs du sperme.
Il est à noter que les causes d'une oligospermie peuvent être temporaires (fièvre récente, sauna, slip chauffant etc..). Il convient donc de confirmer le diagnostic grâce à un second prélèvement au moins 3 mois après le premier. Ce deuxième rendez vous sera décidé par le ou les médecins du pôle de biologie de la reproduction.

## Définition des différentes oligospermies
L'OMS considère que lorsque la concentration en spermatozoïdes est inférieure à 15 millions par millilitre d’éjaculat ou 39 millions de spermatozoïdes par éjaculat, une oligospermie peut être évoquée. La confirmation de ce résultat doit se faire grâce à deux prélèvement d'au moins 3 mois d'écart.
- Oligospermie légère lorsque le nombre de spermatozoïdes est compris entre 5 et 14 millions par millilitres.
- Oligospermie modérée, quand il y a entre 1 et 5 millions de spermatozoïdes dans un millilitre de sperme.
- Oligospermie sévère lorsque la concentration en spermatozoïde est inférieure à 1 million par millilitre [3],[4].

## Prévalence
L'oligospermie est de plus en plus fréquente chez les hommes des pays industrialisés.
À titre d'exemple, une étude récente (2008) ayant porté sur la qualité du sperme de plus de 1 200 jeunes hommes (de 18 à 30 ans) a conclu à une sous-fécondité ou qualité séminale anormale pour 57,8 % d’entre eux. Cette population connaîtra plus de problèmes de fécondité selon les auteurs de l'étude qui notent que les habitants des régions industrielle sont significativement plus touchés par ces problèmes et en particulier par l'oligospermie.